# Isle of Lewis (Schiff)
Die Isle of Lewis ist eine Ro-Pax-Fähre der Reederei CalMac Ferries. Das Schiff gehört Caledonian Maritime Assets in Port Glasgow, die es auch bereedern. Eingesetzt wird das Schiff von CalMac Ferries im Liniendienst zwischen Oban und Castlebay auf der Insel Barra.

## Geschichte
Das Schiff wurde unter der Baunummer 608 auf der Werft Ferguson Shipbuilders in Port Glasgow gebaut. Die Kiellegung erfolgte im Januar 1994. Taufe und Stapellauf fanden am 18. April 1995 statt. Taufpatin des Schiffes war Princess Alexandra, Lady Ogilvy, die 1987 auch schon Taufpatin der Isle of Mull war. Das Schiff wurde am 26. Juli 1995 abgeliefert. Benannt ist es nach der gleichnamigen Insel im Norden der Äußeren Hebriden.
Am 31. Juli wurde es zwischen Ullapool und Stornoway auf der Insel Lewis and Harris in Dienst gestellt. Es ersetzte dort die Suilven. Seit 2016 verkehrt es zwischen Oban und Castlebay.

## Technische Daten und Ausstattung
Das Schiff wird von zwei Viertakt-Sechszylinder-Dieselmotoren des Herstellers Mirrlees Blackstone (Typ: KMR6MK3) mit jeweils 3266 kW Leistung angetrieben. Die Motoren wirken über Untersetzungsgetriebe auf zwei Verstellpropeller. Das Schiff ist mit zwei Bugstrahlrudern ausgerüstet. Für die Stromerzeugung stehen mehrere Dieselgeneratoren zur Verfügung.
Das Schiff verfügt über ein durchgehendes Fahrzeugdeck mit 240 Spurmetern, auf dem auf fünf Fahrspuren 123 Pkw Platz finden. Zusätzlich stehen zwei höhenverstellbare Decks zur Verfügung, auf denen weitere Pkw befördert werden können. Das Fahrzeugdeck ist über eine Bug- und eine Heckrampe zugänglich. Vor der Bugrampe befindet sich ein Bugvisier, das nach oben geöffnet werden kann. 
Oberhalb des Fahrzeugdecks befinden sich die Decks mit Einrichtungen für die Passagiere und die Schiffsbesatzung sowie die über die gesamte Breite geschlossene Brücke. Für die Passagiere stehen u. a. ein Selbstbedienungsrestaurant und eine Bar sowie ein Ruhebereich für Lkw-Fahrer auf Deck 4 sowie eine Lounge und ein Bereich mit Ruhesesseln auf Deck 5 zur Verfügung. Auf Deck 5 gibt es einen offenen Decksbereich und auf Deck 6 ein Sonnendeck mit Sitzgelegenheiten. Auf Deck 5 und 6 sind auch die Einrichtungen für die Schiffsbesatzung untergebracht, außerdem befindet sich auf Deck 6 die Brücke. Die Passagierkapazität des Schiffes beträgt 680 Personen. An Bord ist Platz für 32 Besatzungsmitglieder.
Zur Verringerung der Rollbewegungen ist das Schiff mit Flossenstabilisatoren ausgerüstet.